# San Gabriel, Kalifornien
San Gabriel är en stad (city) i Los Angeles County, i delstaten Kalifornien, USA. Enligt United States Census Bureau har staden en folkmängd på 40 005 invånare (2011) och en landarea på 10,7 km².